# Vasseny
Vasseny település Franciaországban, Aisne megyében. Lakosainak száma 204 fő (2022. január 1.). Vasseny Augy, Braine, Chassemy, Ciry-Salsogne és Couvrelles községekkel határos.

## Népesség
A település népessége az elmúlt években az alábbi módon változott:
| Lakosok száma | 182  | 135  | 153  | 195  | 209  | 207  | 215  | 215  | 219  | 204  |
|               | 1968 | 1982 | 1999 | 2006 | 2011 | 2015 | 2017 | 2018 | 2020 | 2022 |